# سر طاقية الإخفاء (فلم)
سر طاقية الإخفاء فيلم كوميدي مصري من إنتاج عام 1959. بطولة عبد المنعم إبراهيم ،زهرة العلا وإخراج نيازي مصطفى ، يحكي عن صحفي يمتلك طاقية الإخفاء نتيجة احتراق أحد العفاريت فوق طاقية أخيه الصغير، ولكن يستولي عليها شخص آخر لتحقيق الثراء من خلال استغلالها في السرقة.

## قصة الفيلم
تدور قصة الفيلم حول عطار يهوى القيام بأبحاث في أسرار الأعشاب، يقيم في مسكنه الواقع فوق محل العطارة معملا يجري فيه تجاربه في محاولة تحويل التراب إلى ذهب، له ابنان، الأكبر عصفور يعمل مندوبا في إحدى الصحف ولكنه لا يحقق نجاحا في عمله، وبسبب فشله ترفض أسرة الفتاة التي يحبها تزويجه منها، والأخر فصيح الابن الأصغر، الذي يعبث في تجارب والده فيحدث انفجاراً في المعمل ينتج عنه ظهور عفريت. يحترق العفريت بعد فقدان فصيح وعيه مخلفاً بودرة سحرية تخفي ما تقع عليها، وتكونت منها طاقية الإخفاء، وعن طريقها تكون فرصة لأخيه للنجاح في عمله الصحفي ويستعد للزواج من آمال. يحدث صراع بينه وبين أمين الصائغ الذي ينافسه في حبه لفتاته والذي ينجح في الاستيلاء على طاقية الإخفاء منه، يستغلها في أعمال شريرة قبل أن تعود الطاقية إلى أصحابها ويتزوج عصفور من آمال.

## بطولة
- عبد المنعم إبراهيم: (عصفور قمر الدين)
- زهرة العلا: (آمال)
- توفيق الدقن: (أمين)
- برلنتي عبد الحميد: (لولا)
- أحمد فرحات: (فصيح أخو عصفور)
- محمد عبد القدوس: (والد عصفور وفصيح)
- عدلي كاسب: (سالم - رئيس تحرير الجريدة)
- جمالات زايد: (والدة عصفور وفصيح)
- سامية رشدي: (والدة آمال)

## فريق العمل
- إخراج: نيازي مصطفى
- قصة : نيازي مصطفى
- سيناريو : نيازي مصطفى، عبد الحي أديب
- حوار : السيد بدير
- إنتاج: الشركة العربية للسينما
- توزيع: شركة الشرق
- مونتاج: جلال مصطفى
- مهندس الصوت : أندريه زندليدس
- مدير التصوير: علي حسن
- تم التصوير في ستوديو الأهرام
- تم الطبع والتحميض في ستوديو الأهرام

## وصلات خارجية
- سر طاقية الإخفاء على موقع قاعدة بيانات الأفلام العربية